# Die letzte Entscheidung (1952)
Die letzte Entscheidung ist ein US-amerikanischer Spielfilm aus dem Jahr 1952 von Melvin Frank und Norman Panama mit Robert Taylor und Eleanor Parker in den Hauptrollen. Der von Metro-Goldwyn-Mayer produzierte Film erzählt die Geschichte von Colonel Paul Tibbets (1915–2007), dem Piloten des B-29-Bombers Enola Gay, der am 6. August 1945 die erste Atombombe über Hiroshima abwarf.

## Handlung
1945 wartet Lucey Tibbetts am Flughafen von Washington auf ihren Ehemann Paul, einen Lieutenant Colonel der US Air Force. Während ihrer Wartezeit lässt sie die letzten zwei Jahre Revue passieren.
Paul ist als Bomberpilot in Nordafrika stationiert. Da er ständig auf sinnlose Missionen hinweist, übergeht ihn sein Kommandant General Roberts bei der anstehenden Beförderung zum Colonel. Pauls Standfestigkeit beeindruckt hingegen Major General Brent, der ihn für den richtigen Mann für eine wichtige Mission hält. Brent schickt Paul zurück in die USA. Auf dem gemeinsamen Flug nach Washington informiert ihn Brent, dass er nach Wichita beordert wird, um dort als Testpilot des neuen Langstreckenbombers B-29 zu dienen. Da der Auftrag gefährlich ist, darf er keiner Ablenkung ausgesetzt sein, so dass er seine Familie, Frau Lucey und Sohn Paul jr., zurücklassen muss. 
Am Flughafen begrüßt Paul liebevoll seine Frau und übergibt ihr sein übliches Geschenk, eine Flasche Parfüm eingepackt in eine Papiertüte mit Schleife. Zwar ist Lucey um Pauls Sicherheit besorgt und auch von der kurzen Dauer seines Besuches enttäuscht, doch sie akzeptiert die Situation. Später darf sie Paul in Wichita besuchen. Dort wird sie Zeugin einer Bruchlandung, was sie sehr verstört. Während seiner Dienstzeit sehen sich die Eheleute nur noch ein weiteres Mal bei einem Ausflug in die Berge. Kurz darauf wird die B-29 in Dienst gestellt und Paul kehrt nach Washington zurück. Das Familienglück ist nur von kurzer Dauer, denn Paul wird von Brent nach Colorado Springs befohlen. 
In Colorado Springs teilt Brent ihm mit, dass er einer von vier Männern sei, die für die wichtigste Mission des Krieges ausgewählt wurden. Zwar ist Paul der jüngste und rangniedrigste, doch Brent hält ihn für den richtigen Mann. Er zeigt Paul einen Aktivierungsknopf und fragt ihn, ob er bereit sei, ihn zu drücken, um das Leben von Millionen von Menschen zu retten, auf Kosten von 100.000 Toten durch einen Lichtblitz. Paul überlegt kurz und drückt den Knopf. Mit Hilfe einiger Wissenschaftler des Manhattan Projects erklärt Brent Paul dessen Aufgabe, deren genaue Natur nur er, Paul und Major Uanna kennen werden. Paul soll eine Bomberbesatzung zusammenstellen, die über Japan eine Atombombe abwirft. Zwar hat Paul Vorbehalte wegen des Todes von Zivilisten, dennoch sagt er zu. Er wird zu einer entlegenen Basis in Wendover, Utah, abkommandiert. 
Jeder Soldat, der nach Wendover kommt, wird streng überprüft, um die Geheimhaltung des Projekts sicherzustellen. Paul wird in der Folgezeit zu einem Disziplinfanatiker, was seine Kameraden, die er aus Nordafrika zum Projekt gebracht hat, überrascht. Er tut alles für die Geheimhaltung und überschreitet dafür auch immer wieder seine Befugnisse. Um Wendover als ganz normalen Luftwaffenstützpunkt erscheinen zu lassen, schlägt Uanna vor, Familienmitglieder auf der Basis zuzulassen. Nur Lucey soll nicht kommen, da sie schwanger ist und somit zu einer Ablenkung werden kann. Paul sieht dies ein, holt aber Lucey nach der Geburt des Kindes nach Wendover. Lucey ist zuerst glücklich, bemerkt aber bald einen Wandel bei Paul. Marge Bratton, Ehefrau von Pauls Freund Major Harry Bratton, beklagt sich über Pauls strikte Disziplinarmaßnahmen. Lucey glaubt, dass Paul damit seine übergangene Beförderung kompensieren will. Paul und seine Crew testen immer wieder die B-29, um sicherzugehen, dass die Maschine das Gewicht der Atombombe zu transportieren und die Schockwelle der Explosion zu überstehen vermag. Der Stress hinterlässt Spuren bei Paul, der sich von Lucey distanziert. Als Lucey eines Abends ihre Betroffenheit über die bei Bombenangriffen getöteten Kinder zeigt, wird Paul handgreiflich. Die Ehe wird noch weiter belastet, als Paul einen Soldaten bestraft, der Lucey Zugang zu einem gesperrten Bereich gewährt hat, weil sie ihn sehen wollte.
Brent informiert Paul, dass die Japaner eine weitere Aufforderung zur Kapitulation zurückgewiesen haben. Der Präsident habe daraufhin den Einsatz der Atombombe angeordnet. Paul muss selber entscheiden, wann er den Wissenschaftlern in Los Alamos grünes Licht zur Lieferung der Bombe gibt, wenn die B-29 startklar ist. Weitere Tests und Reisen nach Los Alamos zehren an Paul. Lucey schlägt vor, ein Angelwochenende zur Erholung einzulegen. Harry habe sich freigenommen und sei mit Marge ebenfalls zum Angeln. Sofort lässt Paul Harry von seinen Pflichten entbinden und zur Basis bringen. Lucey wirft Paul vor, zu hohe Ambitionen zu haben, und will sich scheiden lassen. Am nächsten Tag reist Paul nach Colorado Springs, um Brent, der bei einem Flugzeugabsturz schwer verletzt wurde, zu informieren, dass Bomber und Crew bereit seien. Bei seiner Rückkehr erfährt er von Uanna, dass Lucey sich nach der Wichtigkeit seiner Arbeit erkundigt habe. In ihrem Quartier bittet Lucey um Verzeihung, doch Paul erklärt ihr, dass sie und die Kinder noch an diesem Nachmittag nach Washington gebracht werden. 
Paul und seine Mannschaft werden für die Operation Silverplate nach Tinian geschickt. Als die Wetterbedingungen einen Start am nächsten Morgen zulassen, gibt Paul Uanna einen Brief für Lucey. Er kann abends nicht einschlafen und schreibt einen weiteren Brief an seine Mutter Enola Gay Tibbets, in dem er seine Sorgen über den Tod so vieler Menschen darlegt. Er entscheidet sich, das Flugzeug nach seiner Mutter zu benennen. Am Morgen wird der Crew klar, dass sie eine kriegsentscheidende Mission begleiten werden. Erst als die Maschine sich der japanischen Küste nähert, wird ihnen der Hintergrund der Mission mitgeteilt. Paul erfährt, dass wegen des Wetters Hiroshima als Ziel ausgewählt wurde. Vor dem Ausklinken der Bombe legen die Männer verdunkelte Brillen an, um vor dem Lichtblitz der Explosion geschützt zu sein. Als die Bombe abgeworfen wird, leitet Paul eine scharfe Kurve ein, während sich seine Männer auf die Schockwelle vorbereiten. Nach der Explosion sehen die erschütterten Männer die Zerstörung, die die Atombombe angerichtet hat. Nach der Rückkehr wird Paul auf Tinian von Reportern belagert. Die Frage eines Reporters, wie er sich fühle, nachdem er 80.000 Menschen getötet habe, beantwortet er mit der Gegenfrage, wie sich die Getöteten fühlen. In Washington eilt Madge zu Lucey und fordert sie auf, das Radio einzuschalten. Als Lucey von dem Abwurf der Atombombe und Pauls Rolle hört, bricht sie in Tränen aus. 
Am Flughafen in Washington kehrt Lucey zurück in die Gegenwart, als Pauls Flugzeug landet. Sie glaubt, dass ihre Ehe am Ende ist. Doch als sie Paul sieht, der als Geschenk ein Fläschchen Parfüm, wie üblich eingepackt in eine Papiertüte mit Schleife, dabei hat, läuft sie zu ihm und wirft sich in seine Arme.

## Produktion

### Hintergrund
Gedreht wurde der Film von Anfang Februar bis Ende März 1952 auf der Davis-Monthan Air Force Base, am Gilpin Airport in Tucson sowie in den MGM-Studios in Culver City.
Mitte Mai 1952 reisten Melvin Frank und Norman Panama nach Washington, um den Film in einer Sondervorführung verschiedenen Offiziellen vorzustellen. Zum Publikum gehörten u. a. Verteidigungsminister Robert Lovett, Luftwaffenminister Thomas K. Finletter und General Hoyt S. Vandenberg, der Oberbefehlshaber der US Air Force. Kurz vor der Weltpremiere verkündete die US Air Force ihre Zustimmung für den Film.

### Stab
Malcolm Brown und Cedric Gibbons oblag die künstlerische Leitung. Ralph S. Hurst und Edwin B. Willis waren für das Szenenbild zuständig, Helen Rose für die Kostüme, William Tuttle für das Maskenbild. Verantwortlicher Toningenieur war Douglas Shearer. A. Arnold Gillespie und Warren Newcombe schufen die Spezialeffekte.

### Besetzung
In kleinen nicht im Abspann erwähnten Nebenrollen traten John Baer, G. Pat Collins, Bess Flowers, Robert Fuller, Dabbs Greer, Harold Miller und Gregory Walcott auf.

### Musik
Das Studio-Orchester wurde von André Previn, Harold Byrns, Alexander Courage und Robert Franklyn geleitet. Orchestermitglieder waren u. a. der Trompeter Uan Rasey, der Pianist Milt Raskin und der Posaunist Si Zentner.

## Synchronisation
| Rolle             | Schauspieler    | Deutscher Synchronsprecher |
| ----------------- | --------------- | -------------------------- |
| Col. Paul Tibbets | Robert Taylor   | Carl Raddatz               |
| Lucey Tibbets     | Eleanor Parker  | Edith Schneider            |
| Maj. Uanna        | James Whitmore  | Heinz Engelmann            |
| Gen. Brent        | Larry Keating   | Hans Nielsen               |
| Cpt. Parsons      | Larry Gates     | Kurt Waitzmann             |
| Maj. Bratton      | Stephen Dunne   | Harald Juhnke              |
| Gen. Roberts      | Robert Burton   | Franz Schafheitlin         |
| Dr. Ramsey        | Hayden Rorke    | Dietrich Frauboes          |
| Dr. Van Dyke      | Lawrence Dobkin | Erich Poremski             |
| Dr. Fiske         | Jack Raine      | Robert Klupp               |
| Cpt. Van Kirk     | Jonathan Cott   | Clemens Hasse              |
| Maj. Ferebee      | Jeff Richards   | Peter Petersz              |
| Gen. LeMay        | Jim Backus      | Georg Gütlich              |
| Arzt              | Herbert Lytton  | Heinz Engelmann            |
| Reporter          | Dick Ryan       | Otto Matthies              |
| Kaplan            | Harlan Warde    | Walter Werner              |

Anmerkung: Die kursiv geschriebenen Namen sind Rollen und Darsteller, die nicht im Abspann erwähnt wurden.

## Veröffentlichung
Die Premiere des Films fand am 31. Dezember 1952 in Washington, D.C. statt. In der Bundesrepublik Deutschland kam er am 4. September 1953 in die Kinos, in Österreich im November 1953.

## Kritiken
Der Filmkritiken-Aggregator Rotten Tomatoes hat in einer Auswertung von über 100 User-Kritiken ein Publikumsergebnis von 67 Prozent positiver Bewertungen ermittelt.
Das Lexikon des internationalen Films schrieb: „Der eindringlich gespielte und inszenierte Kriegsfilm konzentriert sich auf die Spezialausbildung und auf die persönlichen Konflikte des Piloten und bemüht sich mit wenig Überzeugungskraft um die ideelle Rechtfertigung des verhängnisvollen Einsatzes.“
Bosley Crowther von der The New York Times bezeichnete den Film, der sich auf die persönlichen Aspekte konzentriere, als leidenschaftliche Romanze. Der ermüdend lange und ernsthafte Film habe Substanz und Glaubwürdigkeit, so lange er die Aufmerksamkeit auf die technischen Vorbereitungen und den Zielanflug lenke. Das langatmige Augenmerk, dass die Autoren auf die Schwärmerei des Ehepaares Tibbets legen, sei ein wenig zu ostentativ.
Manny Farber schrieb in der Wochenzeitschrift The Nation, der Film sei, trotz Mangel an filmischer Wirksamkeit, interessant.
Der Kritiker des TV Guide sah eine überlange Produktion mit einem kraftvollen Robert Taylor als nervenstarker Offizier, dessen Szenen der Eheleute überzogen, unglaubwürdig und sehr zäh seien.

## Auszeichnungen
Bei der Oscarverleihung 1954 wurden Beirne Lay jr. in der Kategorie Beste Originalgeschichte und Hugo Friedhofer in der Kategorie Beste Filmmusik in einem Drama oder einer Komödie für den Oscar nominiert.
Eine weitere Nominierung erhielt Beirne Lay jr. von der Writers Guild of America für den WGA Award als bestes amerikanisches Drama (Best Written American Drama).
Melvin Frank und Norman Panama wurden von der Directors Guild of America für den DGA Award als herausragende Regieleistung (Outstanding Directional Achievement in Motion Pictures) nominiert.
Das National Board of Review nahm den Film 1952 in seine Liste der Top-Ten-Filme auf.